# ساندرا نشأت
ساندرا نشأت (مواليد 2 فبراير 1970) هي مخرجة أفلام مصرية.

## عن حياتها
حاصلة على بكالوريوس «المعهد العالي للسينما» قسم الإخراج عام 1992 وليسانس الآداب قسم اللغة الفرنسية عام 1993، أول أعمالها الروائية القصيرة فيلم أخر شتا، كما قامت أيضا بإخراج فيلم تسجيلي بعنوان الموفيولا عن المونتير «كمال أبو العلا».
أما عن أول أعمالها الروائية الطويلة فهو فيلم مبروك وبلبل عام 1996 للفنان يحيى الفخراني، ثم قدمت بعد ذلك فيلم ليه خلتني أحبك عام 1999 من تأليف «وليد يوسف» وبطولة كريم عبد العزيز ومنى زكي والذي حقق نجاحا جماهيريا كبيراً، وايضًا فيلمها الثالث حراميه في كي جي تو حققت نجاح بعد تقديم أكثر من فيلم.
ومن الجدير بالذكر أن لها أيضًا تجارب في مجال الفيديو كليب أبرزها أغنية «فاكرك يا ناسيني» للمغني محمد فؤاد، ومن أعمالها أيضًا أغنية «لماذا» للمغنية غادة رجب.

## العائلة
تزوجت من ماجد سامي مالك نادي وادي دجلة، ومالك نادي ليرس البلجيكي، بحضور عدد من أصدقائهما منهم الفنانين مدحت صالح وعلي الحجار ومحمد منير.

## أعمالها

### من الأفلام
- مبروك وبلبل.
- ليه خلتني أحبك.
- حرامية في كي جي تو.
- حرامية في تايلاند.
- ملاكي إسكندرية.
- الرهينة.
- مسجون ترانزيت.
- المصلحة.

### أفلام قصيرة / وثائقية
- شارك .
- بحلم.
- اخويا.

### أغاني مصورة
- فاكرك ياناسيني، غناء محمد فؤاد.
- أصعب حب، غناء خالد عجاج.
- لماذا، غناء غادة رجب.

## وصلات خارجية
- ساندرا نشأت على موقع IMDb (الإنجليزية)
- ساندرا نشأت على موقع الدهليز
- ساندرا نشأت على موقع قاعدة بيانات الأفلام العربية
- ساندرا نشأت على موقع أول موفي (الإنجليزية)
- ساندرا نشأت على موقع قاعدة بيانات الفيلم (الإنجليزية)
- ساندرا نشأت على موقع كينوبويسك (الروسية)